# مقياس تصنيف تشوه المشية
مقياس تصنيف تشوه المشية أو مقياس تقييم تشوه المشية (بالإنجليزية: Gait Abnormality Rating Scale)‏ ويُدعى اختصاراً GARS، هوَ تحليل يَستند على شريط فيديو يحتوي على 16 وجه لمشية الإنسان، وقد تم اعتماد هذا المِقياس كأداة فحص لِتحديد المَرضى المُعرضين لخطر الإصابة عندَ السُقوط، كما تم استخدامه في تقييم مشية الإنسان عن بُعد. تم إصدار نُسخة مُعدلة من هذا المقياس في عام 1996.

## النقاط والتقييم
يتكون المقياس من ثلاث فئات:
- خمسة جوانب عامة.
- خمسة جوانب متعلقة بالأطراف السفلى.
- سبعة جوانب متعلقة بالجذع وَالرأس والأطراف العليا.

كُل بند من البُنود يمتلك مدى تقييم من 0 (وظيفة جيدة) حتى 3 (وظيفة سيئة)، وفي النهاية يتم جمعها والناتج النهائي يتم قسمته على الـ16 وجه المُتعلقة بمشية الإنسان، حيثُ يمثل الناتج ترتيب رتبة خطر السُقوط اعتماداً على عدد من تشوهات المشية المُعروفة وشدة أي تشوه مشية معروف.